# I lagens namn (film, 1949)
I lagens namn (italienska: In nome della legge) är en italiensk film från 1949 av Pietro Germi, en av de första som tar upp problemet med den utbredda laglösheten på Sicilien och där ordet "mafia" används i sin traditionella betydelse. Filmen är gjord i den italienska neorealismens anda och den har fått beröm för sin realistiska skildring av livet på den sicilianska landsbygden men filmens totalt orealistiska avslutningsscen visar snarare på en fortlevande tradition från filmen under fascismens period.

## Om filmen
Genremässigt är filmen en blandning av film noir och Western. Den konkreta handlingen har beskrivits som en traditionell western-film med handlingen förlagd till Sicilien och det är tydligt att Germi hade sett några av de främsta amerikanska regissörernas filmer inom genren. Filmen tar upp ett gammalt problem som åter aktualiserats efter den hårdföra fascistregimens fall, nämligen statsmaktens oförmåga att upprätthålla lag och ordning på Sicilien. På den sicilianska landsbygden skipades "rättvisa" i stället av lokala krafter. Detta vet den nyutnämnde lokale domaren Guido Schiavi (Massimo Girotti), som själv är från Palermo, mycket väl. När han anländer till sin tjänstgöringsort blir därför en av hans första frågor till den lokale polischefen Grifò (Saro Urzi): "Vem är capomafia här?" Polischefens svar kommer lika raskt och självklart som frågan när han upplyser domaren om att det är storbonden Turi Passalacqua (Charles Vanel). Redan filmens titel antyder att den i viss mening är en propagandafilm och det den propagerar för, i slutscenen på ett nästan övertydligt sätt, är statens monopol på upprätthållande av lag och ordning och utövande av våld i det syftet om så krävs.

## Handling i huvuddrag
Den nyutnämnde domaren Guido Schiavi, en ung man som inte ens har fyllt 30, anländer med tåg till sin nya tjänstgöringsort Capodarso och möts redan på stationen av sin företrädare som inte verkar vilja stanna kvar en sekund längre än han måste. Precis före Schiavis ankomst har ett rånmord förövats på orten. En av de två rånarna blir igenkänd av rånoffret och känner sig då tvingad att skjuta honom, eftersom rånet har utförts utan tillstånd av ortens mafia och rånarna vet att om offret vänder sig till Turi Passalacqua är de mycket illa ute. På något sätt får Passalacqua ändå reda på vilka rånarna är och Schiavi hinner knappt börja sin första arbetsdag i staden när han får beskedet att en av dem, Calogero Aleo, är skottskadad och ligger döende i sin säng. Schiavi skyndar sig till hans hem och får beskedet att mannen vet vem som har skjutit honom. Det är en upplysning som han verkar vilja dela med sig men precis när han tänker ange skytten visar mafioson Francesco "Ciccio" Messana (Ignazio Balsamo) sig i dörröppningen varpå mannen ångrar sig och strax därefter dör han. Ingen i hans familj vill medge att de vet någonting om saken.
Schiavi tar itu med sitt arbete och noterar att hans företrädare under sina två år på orten inte har gjort någonting för att slutföra öppna ärenden. Det viktigaste av dem verkar röra ortens nerlagda gruva, som enligt uppgift ägs av den lokale adelsmannen, baron Lo Vasto (Camillo Mastrocinque). Det visar sig att gruvan egentligen ägs av hans hustru Teresa Lo Vasto (Jone Salinas) som Schiavi blir mycket attraherad av. Öppnandet av gruvan är något som ortens arbetslösa män önskar sig mer än något annat och det visar sig att det också finns ett overkställt myndighetsbeslut från högre ort att så ska ske. Baron Lo Vasto motsätter sig det och försöker få Schiavi att inte driva saken, först med övertalning och när det inte hjälper, försöker han med mutor. Han har också skrivit ett brev till sina inflytelserika kontakter i Rom för att få Schiavi förflyttad.

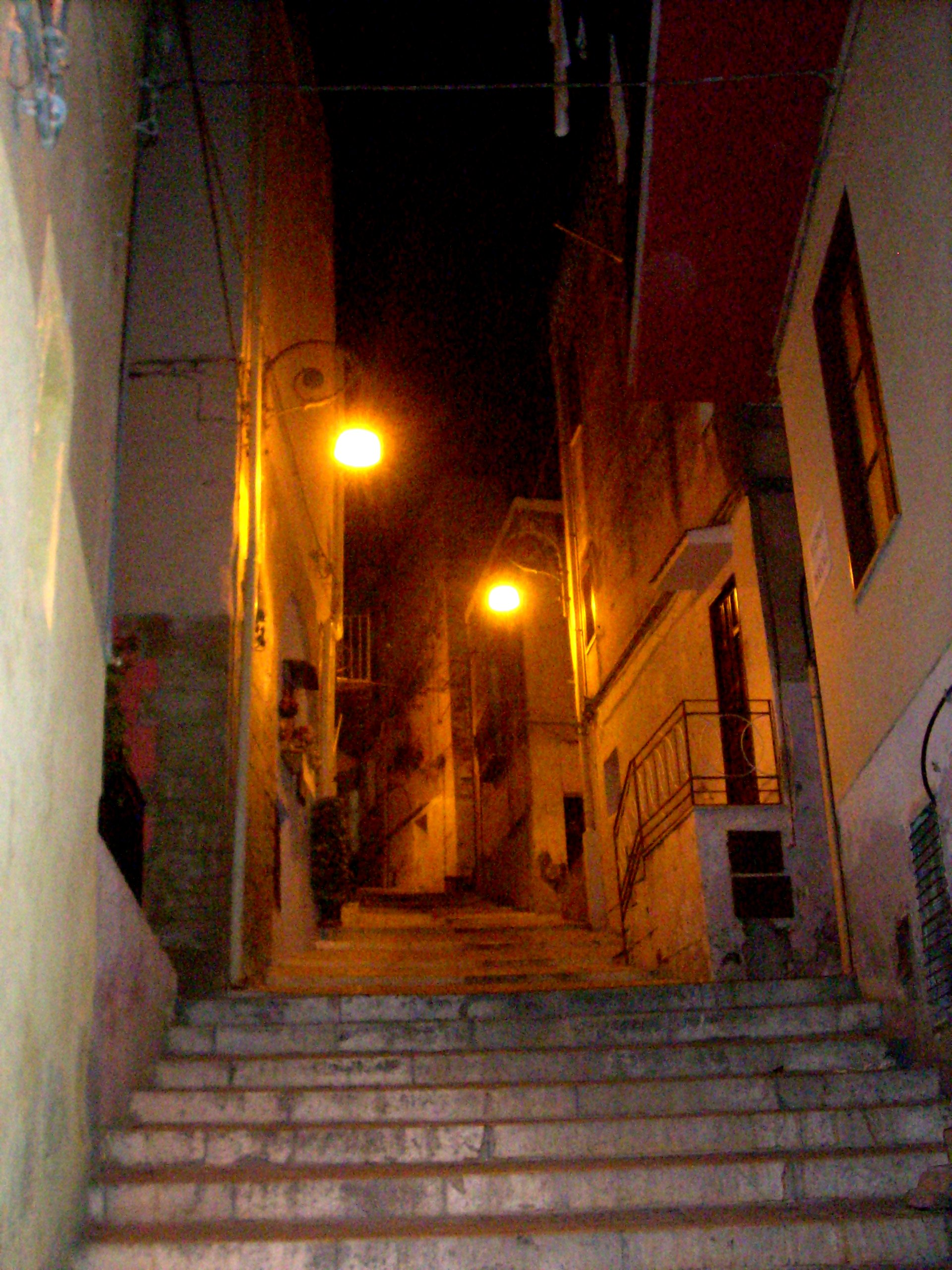
Nattlig gatuvy från Sciacca där filmen spelades in

Polischefen Grifò råkar av en slump få reda på att den andre rånaren är Giovanni ”Vanni” Vetriolo (Francesco Navarra) och eftersom Vanni håller sig gömd arresterar Grifò hans föräldrar för att tvinga fram honom. Schiavi befriar dem omedelbart och ger Grifò en reprimand för att ha begått ett tjänstefel. Medan Schiavi och Teresa Lo Vasto samtalar i kvällsmörkret utanför baronens palats dyker Vanni upp för att tacka Schiavi och meddelar samtidigt att han måste fortsätta att hålla sig gömd eftersom mafian har dömt honom till döden. Inom kort hittas Vanni mördad och vid undersökning av brottsplatsen finner man ett föremål som tillhör Tano Gallinella, en av Turi Passalacquas män. Schiavi och Grifò tar med sig en karabinjär och beger sig till Passalacquas gård där de arresterar Gallinella. Han blir dock släppt av domstolen i Palermo efter bara några dagar på grund av otillräckliga bevis. Turi Passalacqua söker upp Schiavi för att sätta den unge domaren på plats men lyckas inte med det. Han erbjuder som avsked sin hand åt Schiavi som vägrar skaka hand med mafioson och förolämpar därmed denne offentligt inför vittnen.
Vid det här laget är Schiavi under stark press. Han har förolämpat ortens capomafia och ställt sig avvisande till baronens alla förslag om samarbete. Han har endast tre vänner kvar i staden, polischefen Grifò, baronessan Teresa Lo Vasto och en modig ung man, Paolino (Bernardo Indelicato) som varken är rädd för eller imponerad av mafian. Paolino vill gifta sig med Bastianedda (Nadia Niver) men det vill också Ciccio Messana. Paolino och Bastianedda rymmer då och tillbrigar en natt tillsammans bakom en låst dörr, vilket enligt den lokala sedvänjan innebär att Bastianeddas mor måste gifta bort henne med Paolino och tvingas mota bort en rasande Ciccio. Läget ser inte bra ut för Paolino som dessutom av traktens mafiosi misstänks för att vara Schiavis spion.
Gruvan öppnas åter och baron Lo Vasto reagerar på det genom att leja en mördare som lägger sig i bakhåll för Schiavi. Attentatet misslyckas dock och Schiavi blir endast lindrigt sårad. Teresa konfronterar sin man som hon vet ligger bakom mordförsöket, varpå han slår ner henne och flyr från orten med bil. Teresa lämnar palatset och därmed sin man för att i stället gå till Schiavi. Schiavi får besök av sin närmaste chef som rekommenderar att han flyttar till ett annat distrikt. Schiavi svarar att han hellre lämnar domaryrket. När han nästan är redo att kliva på tåget tillsammans med Teresa får han budet att Paolino har hittats ihjälskjuten. Schiavi anar att det är Ciccio Messana som har dödat Paolino och vänder tillbaka till staden. Han låter ringa i kyrkklockan för att samla befolkningen på torget och håller där ett inspirerat tal om lag och rättvisa. Stadens befolkning ställer sig nu på hans sida eftersom han lyckats få gruvan öppnad och därmed ordnat arbete åt alla stadens arbetslösa män. Trycket från den samlade opinionen blir för hårt för Turi Passalacqua. Han avstår från att utöva mafians variant av rättvisa och lämnar i stället över Ciccio Messana till Schiavi. Filmens slutreplik kommer när Schiavi går fram till Messana och säger: "Francesco Messana, i lagens namn förklarar jag dig anhållen".

## Mottagande
Filmen fick ett entusiastiskt mottagande i Italien, såväl hos kritiker som publik. Den fick tre av Italiens mest betydande filmpris Nastro d’argento 1949: för bästa huvudroll (Girotti), för bästa biroll (Urzi), och ett specialpris till regissören för en konstnärlig kvalitetshöjning.

## DVD
Filmen finns utgiven på DVD av det italienska bolaget Cristaldifilm som 1996 förvärvade Lux film och därmed innehar rättigheterna till över 300 italienska filmklassiker.